# 暴龍超科
暴龍超科（学名：Tyrannosauroidea）是肉食性恐龍的一个超科或演化支，屬於獸腳亞目的虛骨龍類，並包含暴龍科與其更原始的近親。暴龍超科最初出現於侏羅紀的勞亞大陸。到了白堊紀，牠們已經成為北半球的大型優勢掠食動物，暴龍則是當中最大型的物種。暴龍超科的化石已發現於西歐、北美洲、中亞以及東亞等地，可能還有澳大利亚。
如同大部分的獸腳類恐龍，暴龍超科是群二足、肉食性恐龍，並具有許多的共有衍徵，尤其是頭顱骨與骨盆。在暴龍超科剛出現時，牠們是群前肢細長，拥有三根手指的小型掠食动物。晚白堊紀物種的體型更為龐大，有數種則成為有史以來陸地上最大型的掠食動物；大部分後期物種的前肢很小，並具有兩指。帝龍是種早期的暴龍超科動物，出土於中國，已發現具有原始羽毛，其他暴龍超科也可能具有羽毛。許多暴龍超科的頭部具有骨質冠，形狀與尺寸變化很大，可能具有視覺辨識功能。

## 敘述

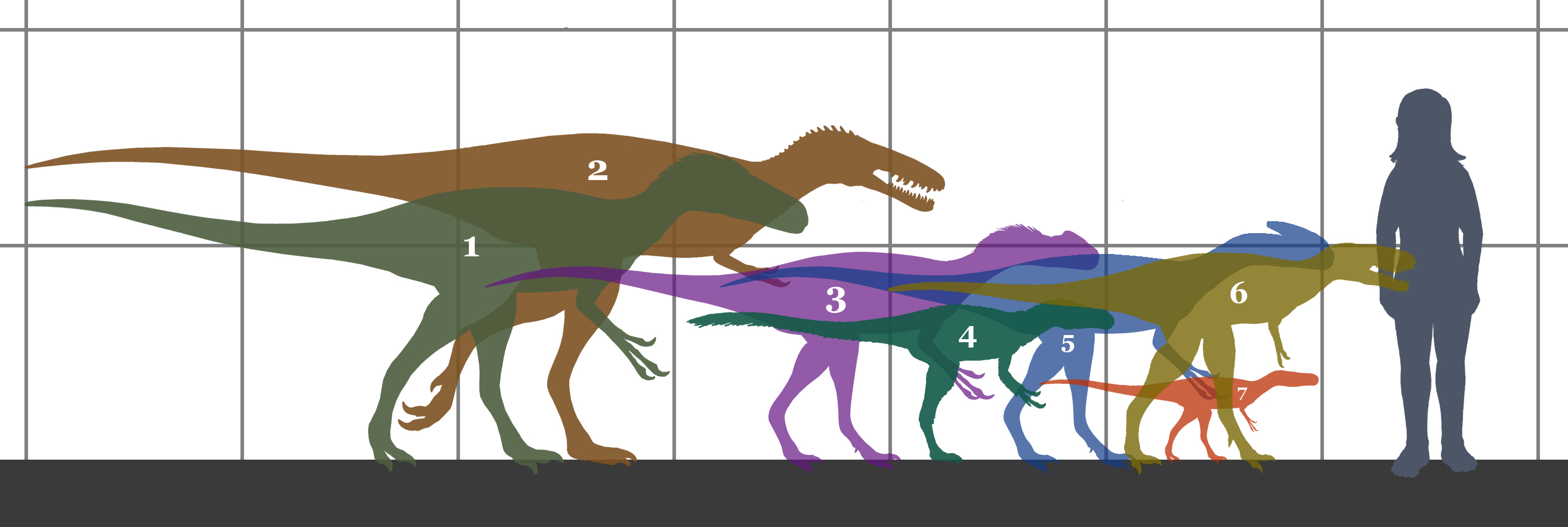
數種基礎暴龍超科與人類體型比較
1.始暴龍 2.雄關龍 3.哈卡斯龍 4.帝龍 5.冠龍 6.暴蜥伏龍 7.祖母暴龍

暴龍超科的體型差異很大，隨者年代越晚，體型逐漸增大。早期的暴龍超科是群小型的動物。帝龍的一個完全成長標本，身長為1.6公尺，而完全成長的冠龍身長為3公尺。日本兵庫縣發現的一顆牙齒，年代屬於下白堊紀，約1億4000萬到1億3600萬年前，似乎來自於身長約5公尺的原始暴龍類。始暴龍的一個未成年化石則身長超過4公尺，而阿巴拉契亞龍的一個接近成年化石，身長超過6公尺，顯示這兩個屬可成長至更大的體型。晚白堊紀暴龍科的體型範圍變得更大，從8-9公尺長的艾伯塔龍與蛇髮女怪龍，到身長超過12公尺、體重超過6400公斤的暴龍。在2010年的暴龍超科重新研究，發現在牠們的演化歷程中，前8000萬年的體型為小至中型；但在最後2000萬年，暴龍類的體型迅速成長，成為該時期的最大型陸地掠食動物之一。

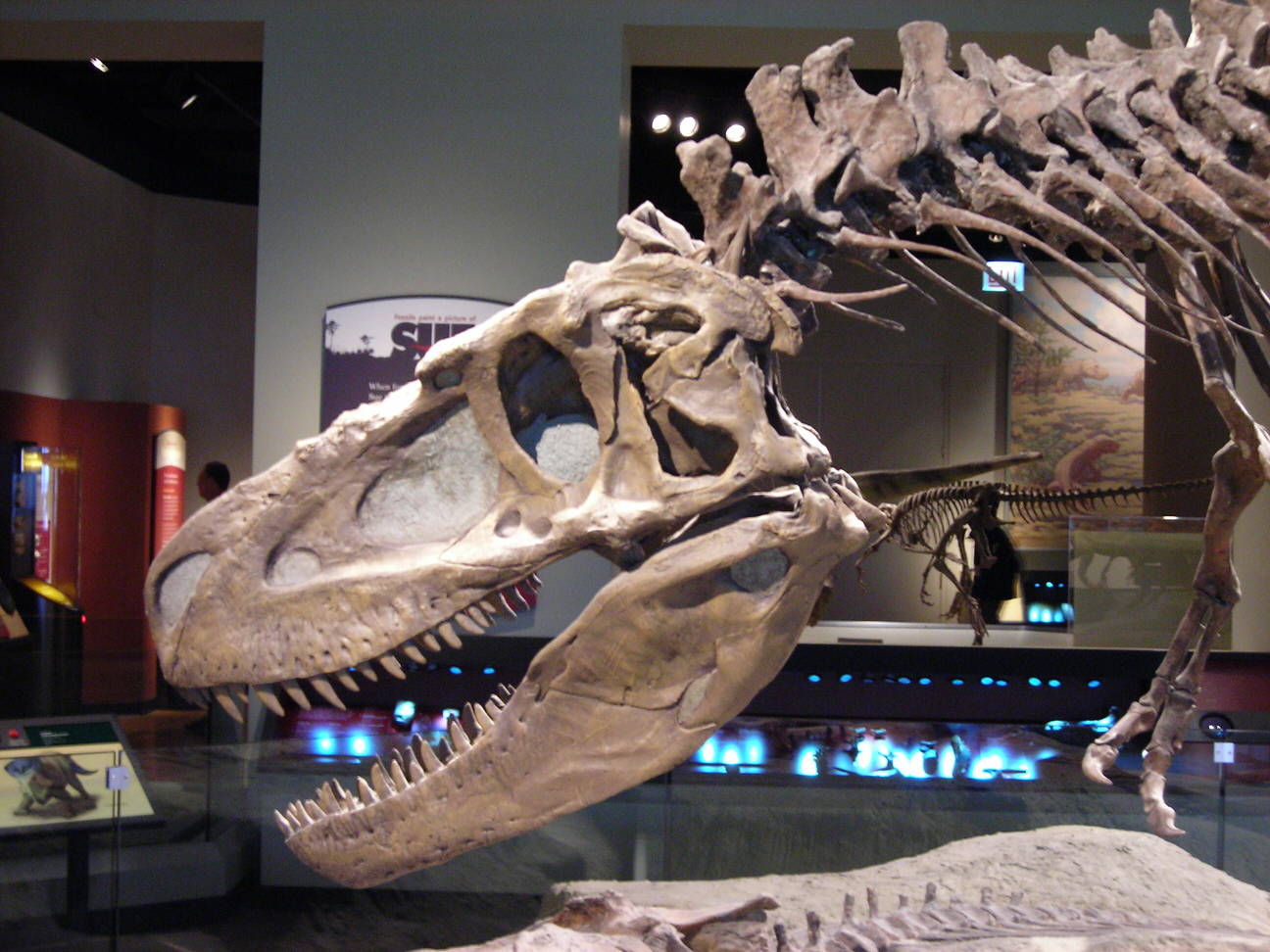
懼龍的頭部與頸部，位於芝加哥菲爾德博物館。

早期暴龍超科動物的頭顱骨較長、低矮、輕型，類似其他的虛骨龍類，而晚期物種的頭顱骨較高、大型。儘管頭顱骨有者外型上的差異，但所有暴龍超科具有特定的頭部特徵。前上頜骨非常高，口鼻部前端呈鈍狀，這是與阿貝力龍科平行演化的特徵。鼻骨互相癒合者，並往上稍微拱起，形成頭部上側表面的隆起。前上頜骨的牙齒小於與其他部位的牙齒、形狀也不同、橫剖面為D形。除了原始的冠龍，暴龍超科下頜的上隅骨有個明顯的稜脊，從頜部關節下方往兩旁隆起。
如同大部分其他的獸腳類恐龍，暴龍超科具有S形彎曲的頸部、長尾巴。早期的物種具有長前肢，冠龍的前肢長度約是後肢的60%；早期物種具有3根手指，是典型的虛骨龍類特徵。早白堊紀的始暴龍仍保有長前肢，但不清楚阿巴拉契亞龍是否也具有長前肢。更衍化的暴龍科，前肢大幅地縮小，最極端的例子為蒙古的特暴龍，牠們的肱骨只有股骨的1/4長度。前肢的第三指也隨者時間而逐漸縮小。原始的冠龍的第三指並未縮小，但帝龍的第三指已經明顯地較其他兩指細。始暴龍仍保有三根具有功能的手指，而暴龍科動物只有兩指，不過已在某些標本上發現了退化的第三指遺跡。如同大部分的虛骨龍類，牠們的第二指是最長的一根，無論第三指是否存在。
暴龍超科的骨盆特徵包含：腸骨尾端前上側有個凹處、腸骨外側有個銳利的垂直稜脊，從臀窩處往下延伸、恥骨尾端巨大，佔了恥骨把柄部的過半長度。所有的暴龍超科都具有這些特徵，包含原始的冠龍與帝龍。祖母暴龍與史托龍的恥骨沒有被發現，但兩者的腸骨都符合暴龍超科的特徵。
如同大部分獸腳類恐龍，所有暴龍超科的後肢具有四個腳趾，而第一趾沒有接觸地面。暴龍超科的後肢與身體比例，大於幾乎所有其他的獸腳類恐龍；牠們的後肢具有一些善奔動物的特徵，包含修長的脛骨與蹠骨。最大型的成年暴龍依然保有類似的腿部比例，但暴龍可能無法奔跑。暴龍科的第二、第四蹠骨夾住第三蹠骨，形成夾蹠型態。阿巴拉契亞龍也具有夾蹠型態腳踝，但始暴龍則不確定是否也有夾蹠型態腳踝。似鳥龍科、傷齒龍科、近頜龍科也具有夾蹠型態腳踝，而暴龍超科的原始成員則無此特徵，例如帝龍，顯示這為平行演化的結果。

## 分類與定義

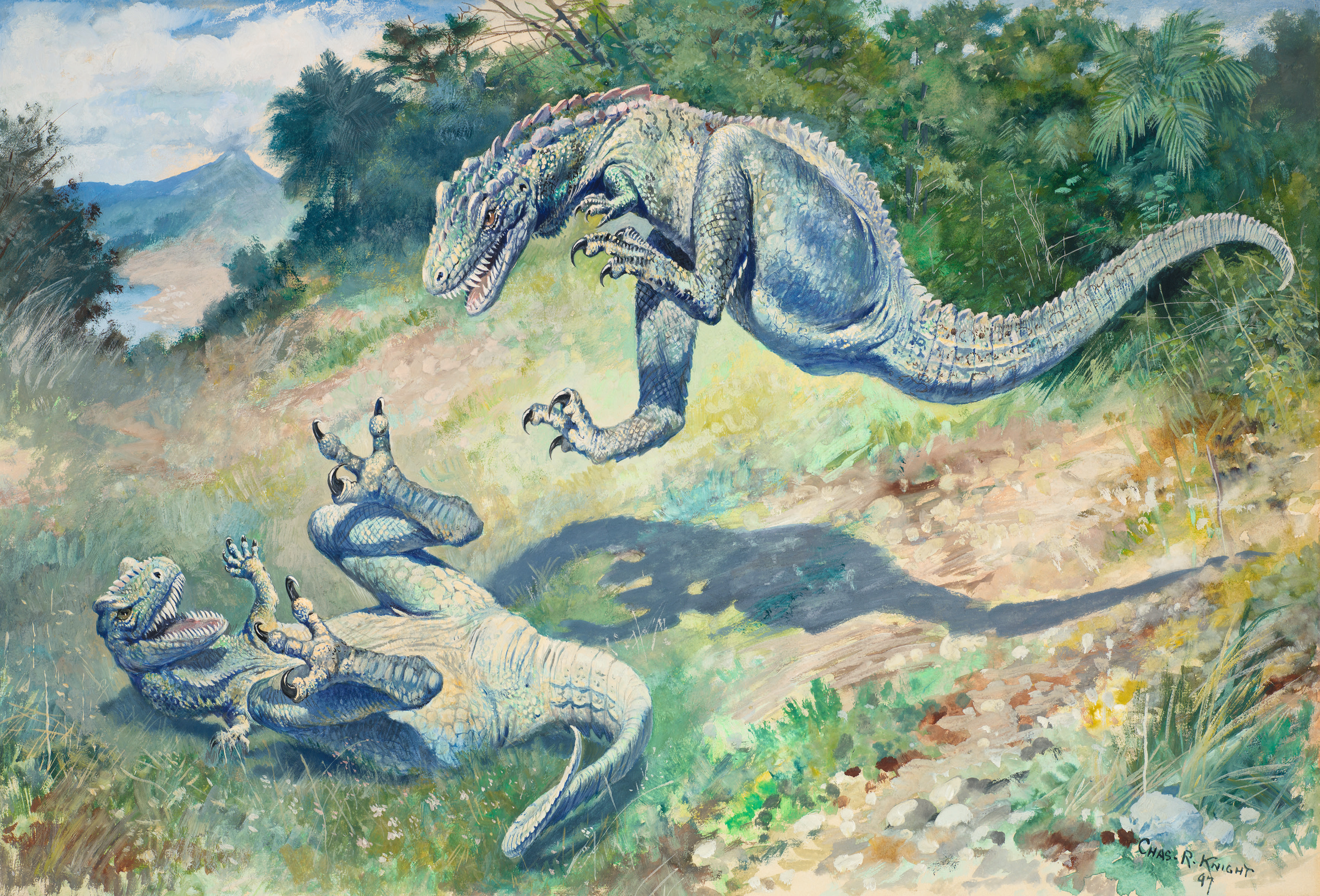
1897年的暴風龍（現名傷龍）繪畫，由查爾斯·耐特繪製。傷龍生存於北美東部，是種晚白堊紀的基礎暴龍超科動物。

暴龍是由亨利·費爾費爾德·奧斯本（Henry Fairfield Osborn）在1905年首次提出，他同時提出了暴龍科。而暴龍超科是在1964年首次出現於英國古生物學家艾力克·沃克（Alick Walker）的論文中。在古希臘文中，τυραννος/tyrannos意為暴君，σαυρος/sauros意為蜥蜴；而字尾-oidea衍化自古希臘文的ειδος/eidos，意為「形狀」，通常用於動物界的超科名稱上。
科學家們通常將暴龍超科包含暴龍科與其最近親。但隨者種系發生學應用在古脊椎動物上，暴龍超科已有數個更明確的定義。在1998年，保羅·塞里諾（Paul Sereno）首次將暴龍超科作出親緣分支分類法的定義：跟暴龍具有更接近的共同祖先，而與新鳥亞綱具有更遙遠的共同祖先，這些物種所構成的基群演化支。在2004年，湯瑪斯荷茲（Thomas Holtz）提出一個較為狹窄的定義：親緣關係接近於暴龍，而離恐爪龍、似鳥龍、或是異特龍較遠的所有物種。在2005年，塞里諾提出了一個新的定義：親緣關係接近於暴龍，而離似鳥龍、伶盜龍、以及傷齒龍較遠的所有物種。在2010年的暴龍超科重新研究，引用塞里諾的定義。

### 各屬列表
- †暴龙超科 Tynnosauroidea

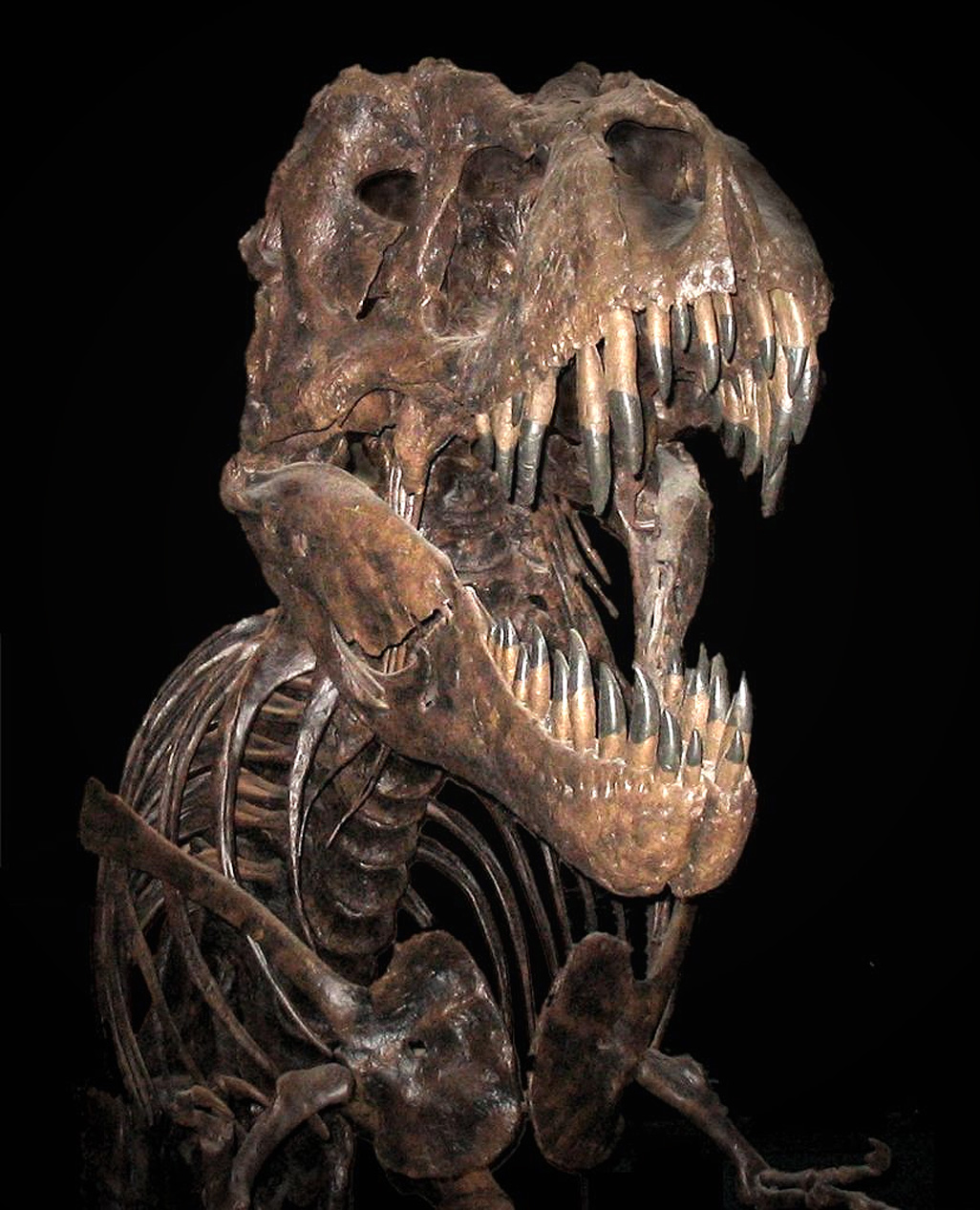
暴龍，暴龍超科中最晚出現、最大型的物種。

  - ?†帕氏长臂猎龙 Tanycolagreus topwilsoni
  - †原角鼻龙科 Proceratosauridae[22]
    - †五彩冠龙 Guanlong wucaii
    - †宝贵蜥状龙 Kileskus aristotocus
    - †布氏原角鼻龙 Proceratosaurus bradleyi
    - †喀左中国暴龙 Sinotyrannus kazuoensis
    - ?†华丽羽王龙 Yutyrannus huali

  - †泛暴龙类 Pantyrannosauria
    - †侏罗祖母暴龙 Aviatyrannis jurassica
    - †奇异帝龙 Dilong paradoxus
    - †王氏晉北龍 Jinbeisaurus wangi
    - †无畏厄兆龙 Moros intrepidus
    - ?†普氏桑塔纳盗龙 Santanaraptor placidus
    - †哈氏郊狼暴龙 Suskityrannus hazelae
    - ?†赫氏似提姆龙 Timimus hermani
    - †善耳帖木儿龙 Timurlengia euotica
    - †白魔雄关龙 Xiongguanlong baimoensis
    - †史托龙科 Stokesosauridae
      - ?†侏罗祖母暴龙 Aviatyrannis jurassica
      - †郎氏始暴龙 Eotyrannus lengi
      - †朗氏侏罗暴龙 Juratyrant langhami
      - †克里夫兰史托龙 Stokesosaurus clevelandi

    - †真暴龙类 Eutyrannosauria
      - ?†奥氏独龙 Alectrosaurus olseni
      - †蒙氏阿巴拉契亚龙 Appalachisaurus montgomeriensis
      - †鹰爪伤龙 Dryptosaurus aquilunguis
      - †暴龙科 Tyrannosauridae

  - 分類未定屬
    - †奥氏小掠龍 Bagaraatan ostromi
    - †破碎金剛口龍 Chingkankousaurus fragilis[23]
    - †反常屿峡龙 Labocania anomala
    - †隱匿髂鱷龍 Iliosuchus incognitus
    - †恐惧兩鑿齒龍 Diplotomodon horrificus [24]
    - †长足碩獵龍 Teihivenator macropus 
( =傷龍 Dryptosaurus macropus)
    - †傷龍 Dryptosaurus falculus
    - †傷龍 Dryptosaurus hazenianus
    - †奇異後彎齒龍 Aublysodon mirandus
    - †後彎齒龍的未分類標本 Aublysodon sp.
    - †恐怖恐齿龙 Deinodon horridus
    - †恐齒龍的未分類標本 Deinodon sp.
    - ?†大盗龙类 Megaraptora
      - †北谷福井盗龙 Fukuiraptor kitadaniensis
      - †雅氏布萬獵龍 Phuwiangvenator yaemniyomi
      - †似鸟盗龙 Rapator ornitholestoides
      - ?†自由南盜龍 Aoniraptor libertatem
      - ?†硕大巴哈利亚龙 Bahariasaurus ingens
      - ?†敏捷三角洲奔龙 Deltadromeus agilis
      - ?†新谷氏瓜利喬龍 Gualicho shinyae
      - ?†農磨蘭普伐由盜龍 Vayuraptor nongbualamphuensis
      - †大盗龙科 Megaraptoridae
        - †里约科罗拉多气腔龙 Aerosteon riocoloradense
        - †温顿南方猎龙 Australovenator wintonensis
        - †巨尖爪大盗龙Megaraptor namunhuaiquii
        - †巴羅薩巖壁盜龍 Murusraptor barrosaensis
        - †伯氏齿河盗龙 Orkoraptor burkei
        - †羅氏特拉塔尼亞龍 Tratayenia rosalesi

### 種系發生學
雖然古生物學家很早就以承認暴龍科的存在，但暴龍科的起源仍有很多爭論。在20世紀的大部分時間，暴龍科普遍被歸類於肉食龍下目，該下目包含了幾乎所有的大型獸腳類恐龍。肉食龍下目的異特龍科常被認為是暴龍科的祖先。在90年代早期，親緣分支分類法研究將暴龍科改列入虛骨龍類，這個理論早在20年代便有人提出，在90年代再度被提起。現在，暴龍科普遍被認為是種大型虛骨龍類。
在1994年，霍爾茲根據相同的踝部構造，例如第二、第四蹠骨在跗骨處接觸，把第三蹠骨夾住，將暴龍超科、單足龍科、似鳥龍下目、以及傷齒龍科，合稱為夾蹠龍類，是虛骨龍類的一個演化支。然而，基礎暴龍超科並沒有夾蹠型態的腳踝，例如帝龍，顯示這個特徵是平行演化而成的。夾蹠龍類已遭拆散，大部分古生物學家不再使用這名詞，而暴龍超科被認為是群基礎虛骨龍類，不屬於手盜龍形類。一個近年的研究提出虛骨龍科是暴龍超科的姐妹分類單元，虛骨龍科包含虛骨龍與長臂獵龍（Tanycolagreus），生存於晚侏儸紀的北美洲。
以具有完整的化石而言，目前最基礎的暴龍超科是冠龍。其他的早期物種還有史托龍、祖母暴龍，兩者的化石較不完整。更著名的帝龍，被認為較冠龍、史托龍為衍化。傷龍過去難以分類，但數個近年的研究將牠列為基礎暴龍超科，與暴龍科的關係較始暴龍、阿巴拉契亞龍為遠。獨龍出土於蒙古，較不著名，已確定是種暴龍超科，但牠的演化位置仍不確定。其他被不同科學家認為可能是暴龍超科的物種，包括：小掠龍、嶼峽龍、以及被錯誤歸類於吉蘭泰龍的毛兒圖吉蘭泰龍（C. maortuensis）。發現於泰國早白堊紀地層的暹羅暴龍，最初被認為是種早期暴龍科，但現在普遍被認為屬於肉食龍下目。髂鱷龍的腸骨有個垂直稜脊，類似暴龍超科，可能是該超科的最早物種，但沒有足夠的化石可供確認。一個研究指出，某些美頜龍科的屬，可能其實是基礎暴龍超科動物。

## 分佈
已知最早的暴龍超科動物出現在晚侏儸紀，包含：中國西北部的冠龍、美國西部的史托龍、以及葡萄牙的祖母暴龍。有些目前歸類於史托龍的化石，可能屬於祖母暴龍，這是因為該時期的北美洲與葡萄牙具有類似的動物群。髂鱷龍生存於中侏儸紀巴通階的英格蘭，如果髂鱷龍屬於暴龍超科，牠將是該超科最早的成員，也意味暴龍超科的起源為歐洲。
早白堊紀的暴龍超科化石發現於北方各大陸。英格蘭的始暴龍與中國西北部的帝龍是這個時期唯二的暴龍超科物種，不過在猶他州雪松山組與日本的手取群發現了一些暴龍超科的前上頜骨牙齒，年代為早白堊紀。

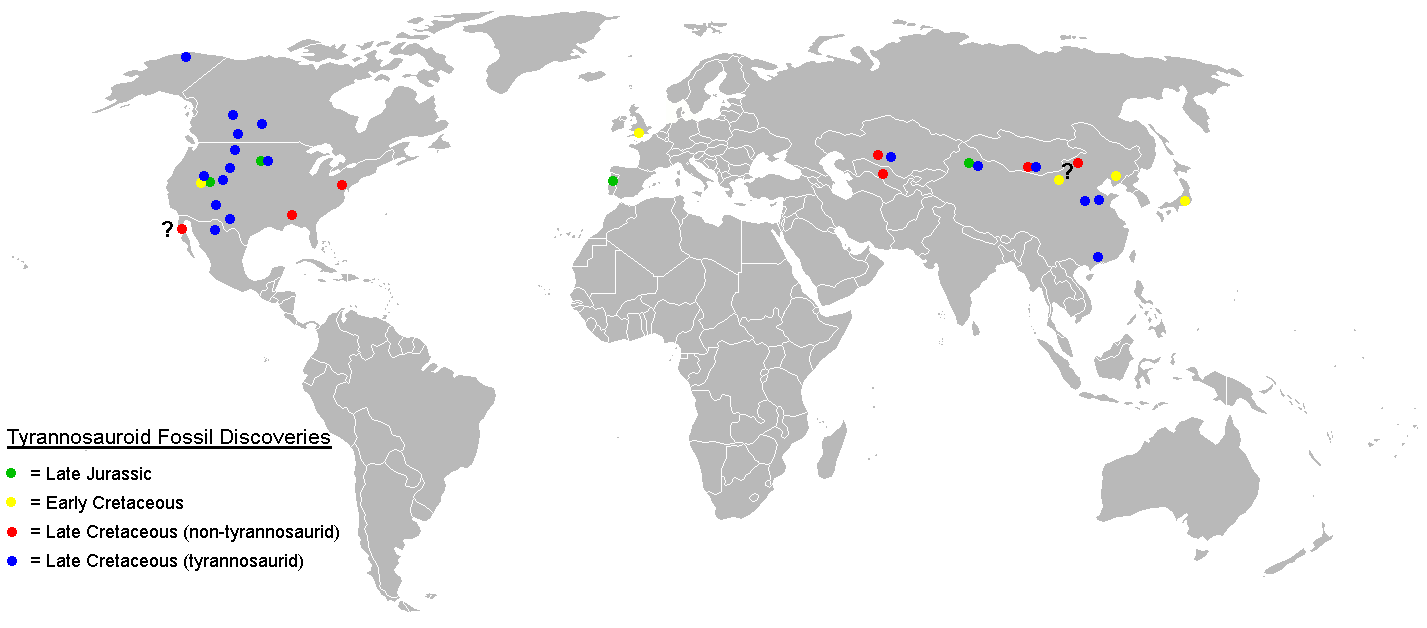
暴龍超科的化石只發現於北半球。依顏色分別為：侏儸紀晚期（綠）、白堊紀早期（黃）、白堊紀晚期的非暴龍科（紅）、白堊紀晚期的暴龍科（藍）

到了中白堊紀，歐洲已沒有暴龍超科的化石，顯示牠們已在這地區滅絕。北美洲的達科他組，與哈薩克斯坦、塔吉克斯坦、烏茲別克斯坦的中白堊紀地層，都發現了暴龍超科的牙齒，以及可能的身體化石。年代最早且明確屬於暴龍科的化石，出土於北美洲與亞洲，年代為晚白堊紀的坎潘階。目前有兩個已承認亞科，艾伯塔龍亞科僅發現於北美洲，而暴龍亞科則分布於北美洲與亞洲。阿拉斯加州曾發現過暴龍科的化石，該地過去可能是個陸橋，使兩大陸的動物可以散佈。非暴龍科的暴龍超科動物，例如獨龍，可能還有小掠龍，與暴龍科共同生存於亞洲，但已在北美洲滅絕。在中白堊紀，北美洲東部被西部內陸海道所隔離開來。北美洲東部沒有發現過暴龍科化石，意味者暴龍科是在西部內陸海道產生後才演化出現；而基礎暴龍超科則在東部存活下來，例如傷龍與阿巴拉契亞龍，直到白堊紀末期。
近年在澳洲維多利亞州恐龍灣發現一個部分恥骨（編號NMV P186069），形狀類似暴龍超科的恥骨，地質年代約為白堊紀早期的阿普第階。如果這個化石屬於基礎暴龍超科動物，代表暴龍超科的地理分佈不僅限於北半球，而擴及於南半球的澳洲。
近年在新墨西哥州的祖尼盆地，還發現一些未命名的暴龍超科化石。

## 古生物學

### 羽毛
中國遼寧省的早白堊紀地層義縣組，與鄰近的地層，已發現過許多虛骨龍類化石，保有長條纖維結構。這些纖維物通常被認為是原始羽毛，與有羽毛恐龍與鳥類的有分叉羽毛有相似處，但也有其他的假設存在者。在2004年，一個帝龍的化石發現了原始羽毛，這是第一個發現的暴龍超科羽毛痕跡。帝龍的原始羽毛具有分叉，類似現代鳥類的絨羽，但並非正羽，可能具有隔離體溫的功能。在2012年命名的羽暴龍，三個化石都發現於中國義縣組，身體大部分覆蓋羽毛痕跡，屬於暴龍超科，是目前已知體型最大的有羽毛恐龍。由於這三個標本不是完全成年個體，顯示牠們可以生長至更大體型。
在基礎暴龍超科化石發現原始羽毛並不意外，因為其他的虛骨龍類也有這個特徵，例如：原始物種中華龍鳥、以及其他更衍化的物種。不過，從少見的大型暴龍科的皮膚痕跡看來，牠們覆蓋者鱗片，缺乏羽毛。有可能皮膚痕跡沒有保存下的區域，仍覆蓋者原始羽毛，例如腿部、尾巴。另一種可能則是，大型暴龍科會在成長過程中失去羽毛，類似大型現代哺乳類會失去毛髮，例如大象。這些動物的身體表面積／體積比例低，會使熱量傳送降低，因此需要覆蓋物以隔絕熱量。

### 冠飾

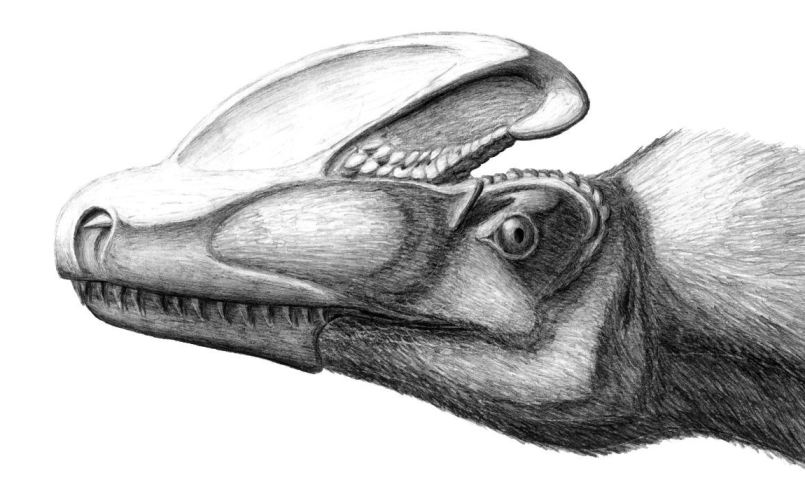
冠龍是種發現於中國的基礎暴龍超科，頭頂有複雜的頭冠。

許多獸腳亞目恐龍的頭頂具有骨質冠飾，例如原角鼻龍與單脊龍，許多暴龍超科也擁有這個特徵。冠龍具有其中最複雜的頭冠，牠們的鼻骨支撐一個大型冠飾，沿者頭顱骨中央直到後側。冠龍的頭冠上有數個大型洞孔，可減輕重量。帝龍的頭頂也有頭冠，較低矮、不明顯，由鼻骨與淚骨支撐者，沿者頭顱骨的兩側平行排列，在鼻孔後方往內彎曲，連接在一起，形成Y字形。暴龍科的癒合鼻骨通常表面不平。發現於蒙古的分支龍可能屬於暴龍科，鼻骨上有一排明顯的低矮骨質瘤，共五個；阿巴拉契亞龍的頭頂也有一排類似的骨質瘤，較為低矮，另外懼龍、艾伯塔龍、與特暴龍的某些標本也有類似的骨質瘤。艾伯塔龍、蛇髮女怪龍、懼龍的眼睛前方，淚骨之上，具有明顯的眉角。特暴龍與暴龍也具有類似的隆起，但位置在眼睛後方，由眶後骨構成。
這些頭部裝飾物可能有展示物的功能，可能用來辨認物種或求偶。冠龍是一個「不利條件原理」 （页面存档备份，存于）（或稱「缺陷原則」）的例子，以掠食者而言，牠們的大型、易碎頭冠，可能是獵食時的累贅。如果一隻具有易碎頭冠的動物身體健康，而且能夠成功獵食，這顯示該動物優於其他有較小頭冠的個體。冠龍的頭冠可能演化自性選擇，儘管獵食時造成麻煩，但偏重求偶上的功能，這點類似雄性孔雀的笨重尾巴，或是愛爾蘭麋鹿的大型鹿角。

### 繁衍
在2001年的科學文獻裡，曾提到發現暴龍類的剛孵化化石。

## 外部連結
- 暴龍超科的各種、標本列表 - 獸腳亞目資料庫網站